# Ау Ко
Ау Ко (вьет. Âu Cơ, тьы-ном 嫗姬]), согласно вьетнамским мифам, была бессмертной горной феей, взятой замуж Лак Лонг Куаном, драконом-государем Лаков. Она породила мешок яиц, из которых вылупились сто детей, известных как батьвьеты или байюэ — предки вьетнамского народа. Ау Ко часто почитается как мать вьетнамской цивилизации.

## Мифология
Ау Ко была молодой прекрасной феей, которая жила высоко в горах. Она странствовала и лечила тех, кто нуждался в этом, ибо она была искусна в исцелении и имела отзывчивое сердце.
Однажды её напугало чудовище, и она пыталась улететь, обратившись в журавля. Лак Лонг Куан, драконий король из моря, увидел её в беде. Он схватил скалу и убил чудовище. Когда Ау Ко остановилась посмотреть, кто помог ей, она снова обернулась феей и влюбилась в Лак Лонг Куана.
Она породила мешок яиц, из которых вышли сто детей. Однако вопреки любви, Ау Ко желала быть снова в горах, а Лак Лонг Куан жаждал моря. Они разделились, и каждый увёл с собой 50 детей. Ау Ко поселилась во Вьетнаме — в понравившейся ей стране — и там она вырастила полсотни молодых, умных, сильных вождей, которые стали известны как государи Хунги.

## Во вьетнамской литературе
Книги «Полное собрание исторических записок Дайвьета» (XV в.) и «Дивные повествования земли Линьнам» (вьет. Lĩnh Nam chích quái, Линь Нам тить куай, XIV в.) упоминают легенду про Ау Ко. Первая — источник об Ау Ко как дочери Де Лая, в то время как «Дивные повествования земли Линьнам» называют Ау Ко его женой.

## Значение
Эта легенда очень важна для множества вьетнамцев. Некоторые толкуют её, подразумевая сильное народное единство и культурную терпимость, а также следы матриархальных обществ, где статус женщины и мужчины был одинаковым. Вьетнамские женщины видят в Ау Ко героиню и символ борьбы их народа.